# Sviloniai
Sviloniai ist ein Dorf im Amtsbezirk Užusaliai, in der Rajongemeinde Jonava, südwestlich von der Stadt Jonava, an der Fernstraße A6. Es ist das Zentrum des Unterbezirks. Die örtliche Revierförsterei Svilonys (mit Hauptsitz in Išorai) gehört zum Forstamt Jonava.

## Geschichte
1364 wurde Svilonys in Kreuzritterchroniken erwähnt. Im 20. Jahrhundert war das Dorf das Zentrum des Amtsbezirkes Sviloniai, der 1963 in den Bezirk Užusaliai eingegliedert wurde.